# Vedhögtjärnen
Vedhögtjärnen är en sjö i Malung-Sälens kommun i Dalarna och ingår i Göta älvs huvudavrinningsområde. Sjöns area är 0,028 kvadratkilometer och den befinner sig 540 meter över havet. Vid provfiske har abborre och röding fångats i sjön.